# Памятник пограничникам (Ростов-на-Дону)
Памятник пограничникам — памятник в городе Ростов-на-Дону. Открыт в октябре 2014 года, расположен на набережной реки Дон.
Адрес: г. Ростов-на-Дону, улица Береговая, около дома 53.

## История
Город Ростов-на-Дону долгое время оставался форпостом южных рубежей Российской империи. В настоящее время на Дону проживают около 60 тысяч человек, отслуживших в разное время в пограничных войсках. На территории около памятника весной в День пограничника проводятся традиционные ежегодные встречи ветеранов пограничных войск. В мае 2012 года здесь был заложен камень.
В октябре 2014 года на улице Береговой в городе Ростов-на-Дону был открыт памятник «Пограничникам всех поколений». Автором проекта памятника был ростовский скульптор Давид Рубенович Бегалов. Памятник пограничникам создавался по инициативе совета ветеранов-пограничников Ростова-на-Дону и Ростовской области на средства ветеранов пограничных войск.

## Описание

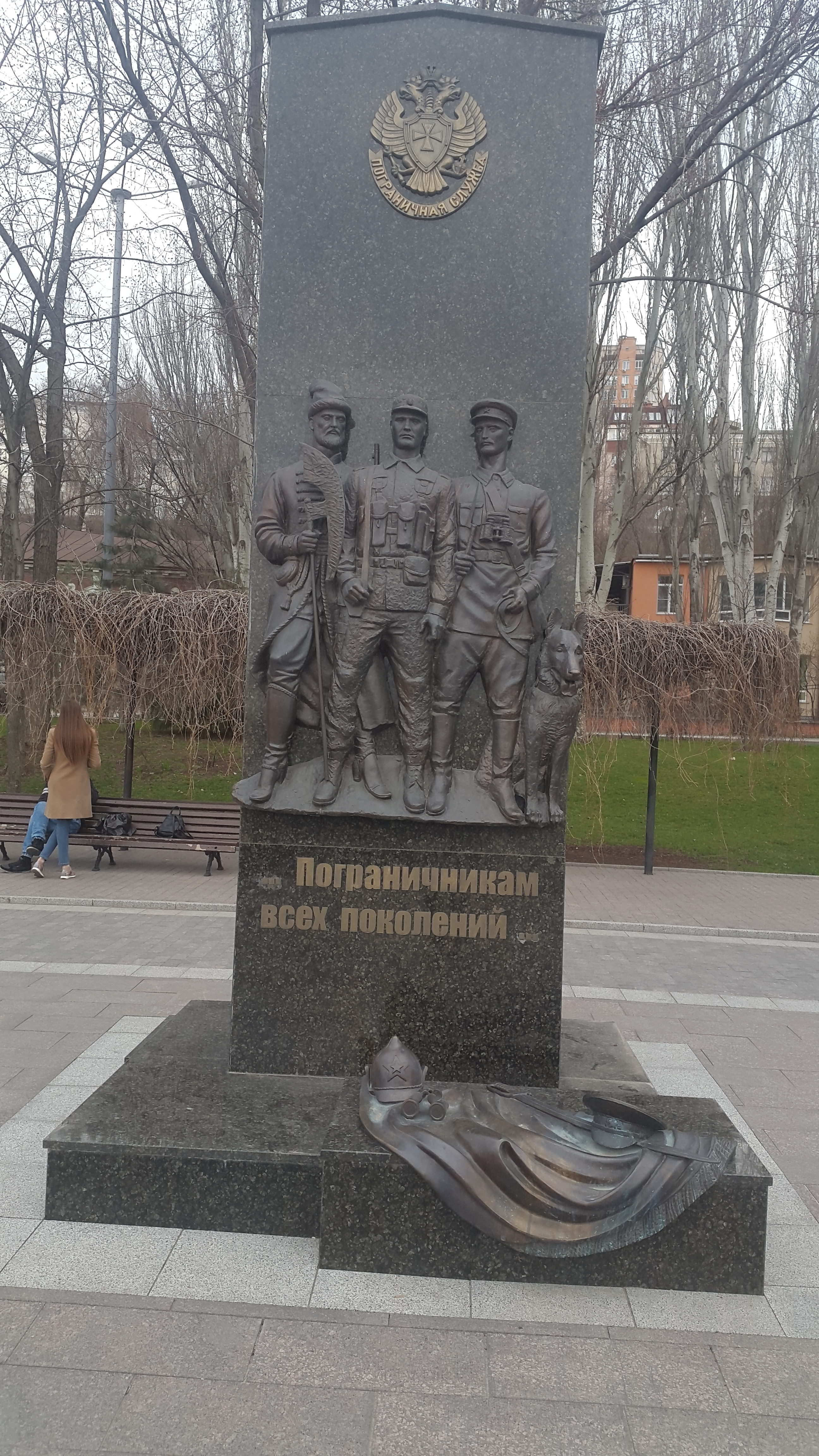
Памятник пограничникам

Композиция памятника отражает историю и традиции пограничных войск в России, в том числе на Дону. Памятник облицован зелёным гранитом и представляет собой четырёхметровую плиту, на которой изображены три фигуры воинов-пограничников, защищавших отечественные рубежи в разные времена. Среди них — ратник царских времен с секирой в правой руке, советский и российский пограничники в военных формах своего времени. Сбоку от пограничников сидит бронзовая служебная собака. В верхней части плиты закреплена эмблема пограничных войск с надписью: «Пограничная служба». У подножия скульптур пограничников — плита с расположенной на ней бронзовой фуражкой, буденновкой, саблей и биноклем.
На обратной стороне скульптуры расположена карта России с Крымским полуостровом и надписью: «Граница России священна и неприкосновенна».